# Esperce
Esperce (Espèrça en occitan)  est une commune française depuis le XIIIe siècle. Administrativement, elle se trouve dans le centre du département de la Haute-Garonne en région Occitanie. Sur le plan historique et culturel, la commune est dans le Lauragais, l'ancien « Pays de Cocagne », lié à la fois à la culture du pastel et à l’abondance des productions, et de « grenier à blé du Languedoc ».
Exposée à un climat océanique altéré, elle est drainée par le ruisseau de mauressac, le ruisseau le rauzé et par divers autres petits cours d'eau. La commune possède un patrimoine naturel remarquable composé de deux zones naturelles d'intérêt écologique, faunistique et floristique.
Esperce est une commune rurale qui compte 281 habitants en 2022, après avoir connu un pic de population de 804 habitants en 1856. Elle fait partie de l'aire d'attraction de Toulouse. Ses habitants sont appelés les Esperçois ou  Esperçoises.

## Géographie

### Localisation
La commune d'Esperce se trouve dans le département de la Haute-Garonne, en région Occitanie.
Elle se situe à 34 km à vol d'oiseau de Toulouse, préfecture du département, à 19 km de Muret, sous-préfecture, et à 8 km d'Auterive, bureau centralisateur du canton d'Auterive dont dépend la commune depuis 2015 pour les élections départementales.
La commune fait en outre partie du bassin de vie de Lézat-sur-Lèze.
Les communes les plus proches sont : 
Mauressac (4,1 km), Grazac (4,7 km), Lézat-sur-Lèze (5,0 km), Puydaniel (5,0 km), Lagrâce-Dieu (5,0 km), Caujac (5,4 km), Auribail (6,3 km), Saint-Ybars (6,7 km).
Sur le plan historique et culturel, Esperce fait partie du Lauragais, occupant une vaste zone, autour de l’axe central que constitue le canal du Midi, entre les agglomérations de Toulouse au nord-ouest et Carcassonne au sud-est et celles de Castres au nord-est et Pamiers au sud-ouest. C'est l'ancien « Pays de Cocagne », lié à la fois à la culture du pastel et à l’abondance des productions, et de « grenier à blé du Languedoc ».
Esperce est limitrophe de huit autres communes dont une dans le département de l'Ariège.
Les communes limitrophes sont  Caujac, Gaillac-Toulza, Grazac, Lagrâce-Dieu, Lézat-sur-Lèze, Mauressac, Puydaniel et Saint-Sulpice-sur-Lèze.
| Saint-Sulpice-sur-Lèze  | Lagrâce-Dieu   | Puydaniel, Mauressac |
|                         | Esperce        | Grazac               |
| Lézat-sur-Lèze (Ariège) | Gaillac-Toulza | Caujac               |

### Géologie, relief et Hydrographie
La superficie de la commune est de 1 642 hectares ; son altitude varie de 216  à   334 mètres.
Située sur les coteaux entre les plaines de la Lèze et de l'Ariège.

### Hydrographie

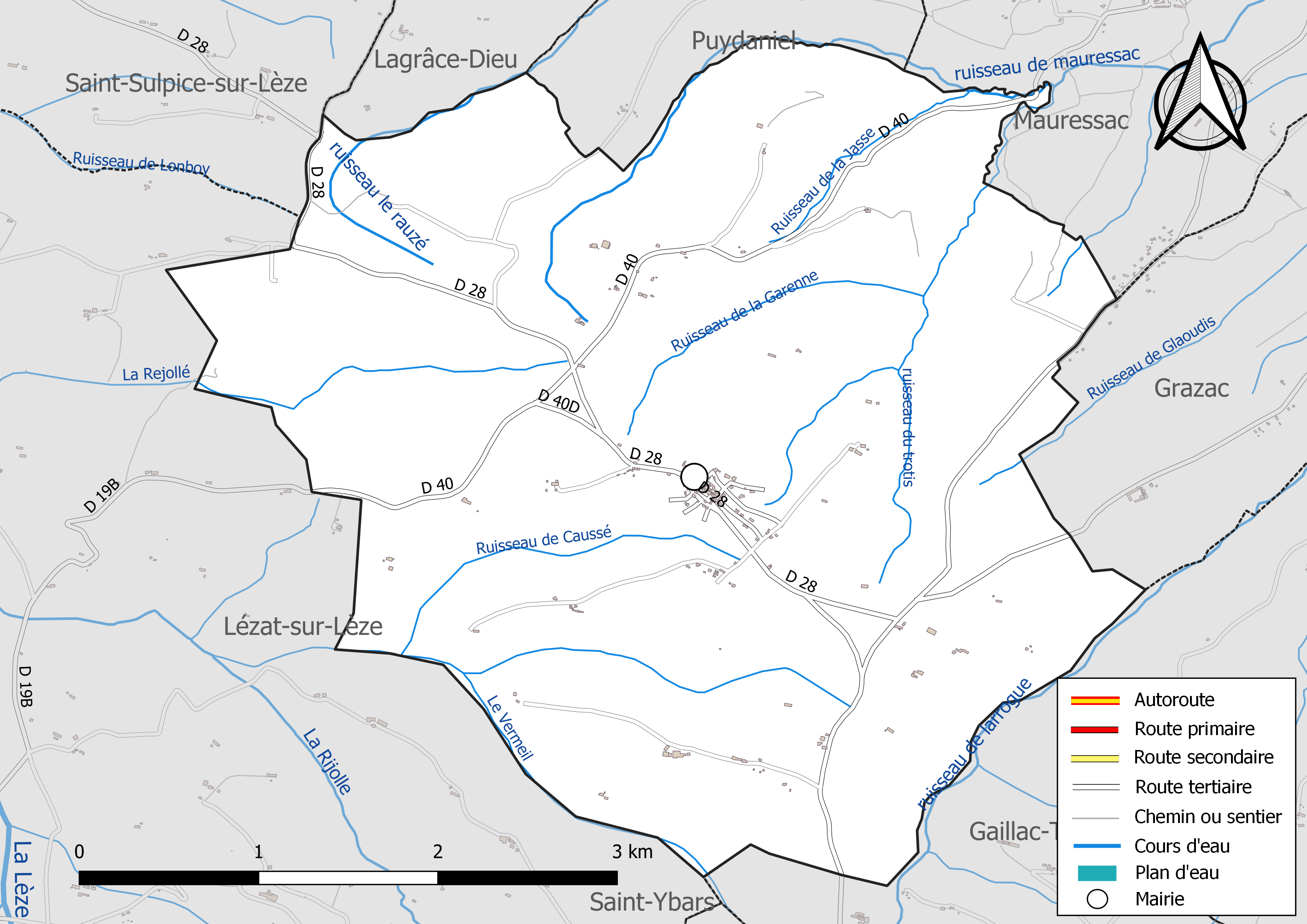
Réseaux hydrographique et routier d'Esperce.

La commune est dans le bassin de la Garonne, au sein du bassin hydrographique Adour-Garonne. Elle est drainée par le ruisseau de mauressac, le ruisseau le rauzé, la Rejollé, le Vermeil, le ruisseau de Caussé, le ruisseau de Glaoudis, le ruisseau de la Garenne, le ruisseau de la Jasse, le ruisseau de la Metche, le ruisseau du trotis et par deux petits cours d'eau, constituant un réseau hydrographique de 21 km de longueur totale,.

### Climat
Pour des articles plus généraux, voir Climat de l'Occitanie et Climat de la Haute-Garonne.
En 2010, le climat de la commune est de type climat du Bassin du Sud-Ouest, selon une étude s'appuyant sur une série de données couvrant la période 1971-2000. En 2020, Météo-France publie une typologie des climats de la France métropolitaine dans laquelle la commune est exposée à un climat océanique altéré et est dans la région climatique Aquitaine, Gascogne, caractérisée par une pluviométrie abondante au printemps, modérée en automne, un faible ensoleillement au printemps, un été chaud (19,5 °C), des vents faibles, des brouillards fréquents en automne et en hiver et des orages fréquents en été (15 à 20 jours).
Pour la période 1971-2000, la température annuelle moyenne est de 12,6 °C, avec une amplitude thermique annuelle de 15,3 °C. Le cumul annuel moyen de précipitations est de 813 mm, avec 9,6 jours de précipitations en janvier et 6,1 jours en juillet. Pour la période 1991-2020, la température moyenne annuelle observée sur la station météorologique la plus proche, située sur la commune de Lherm à 21 km à vol d'oiseau, est de 13,6 °C et le cumul annuel moyen de précipitations est de 620,4 mm,. Pour l'avenir, les paramètres climatiques de la commune estimés pour 2050 selon différents scénarios d'émission de gaz à effet de serre sont consultables sur un site dédié publié par Météo-France en novembre 2022.

### Milieux naturels et biodiversité

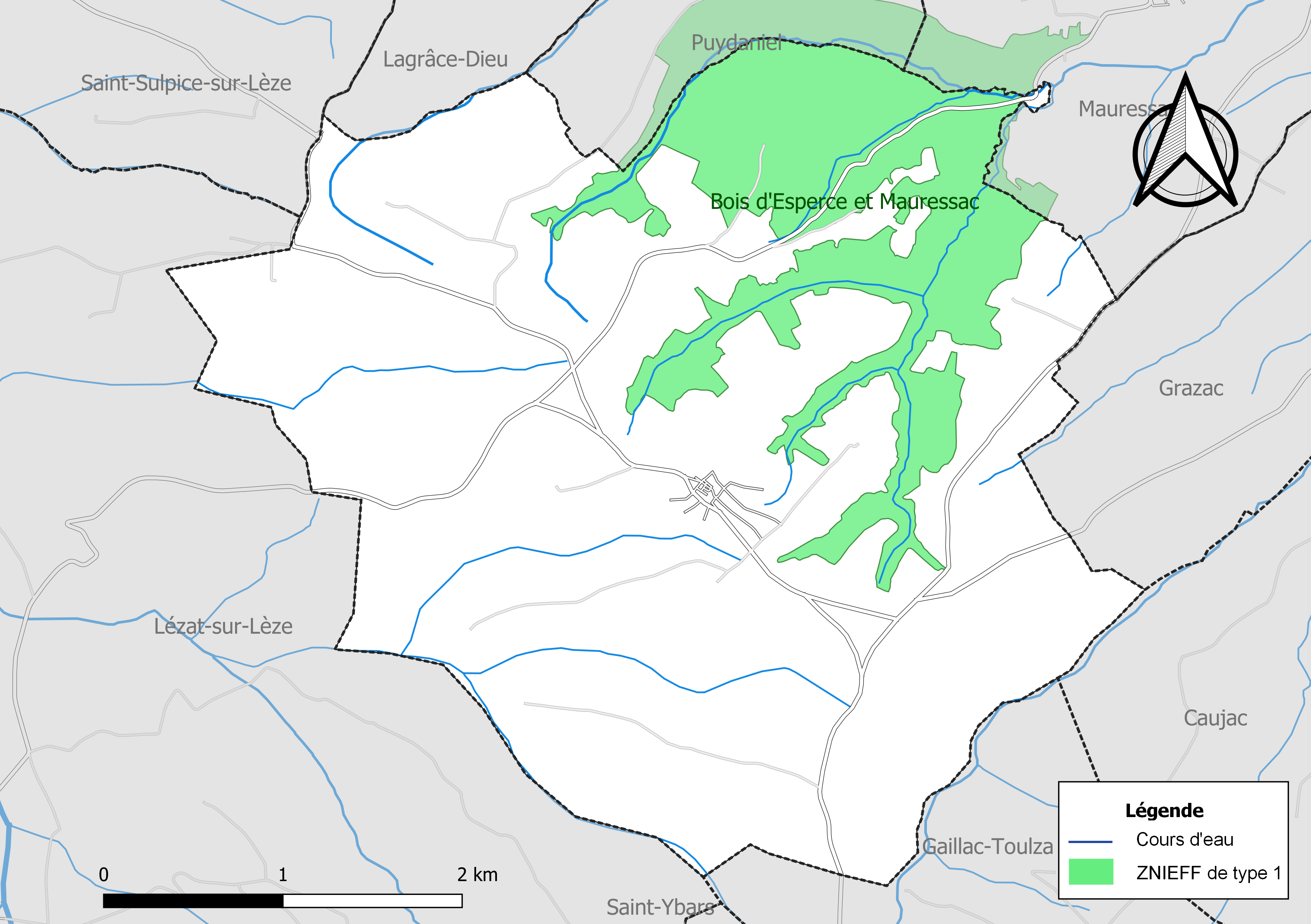
Carte de la ZNIEFF de type 1 localisée sur la commune.

L’inventaire des zones naturelles d'intérêt écologique, faunistique et floristique (ZNIEFF) a pour objectif de réaliser une couverture des zones les plus intéressantes sur le plan écologique, essentiellement dans la perspective d’améliorer la connaissance du patrimoine naturel national et de fournir aux différents décideurs un outil d’aide à la prise en compte de l’environnement dans l’aménagement du territoire.
Une ZNIEFF de type 1 est recensée sur la commune :
les « bois d'Esperce et Mauressac » (379 ha), couvrant 3 communes du département et une ZNIEFF de type 2, : 
les « coteaux et bois de Mauressac à Caujac » (2 203 ha), couvrant 6 communes du département.

## Urbanisme

### Typologie
Au 1er janvier 2024, Esperce est catégorisée commune rurale à habitat très dispersé, selon la nouvelle grille communale de densité à sept niveaux définie par l'Insee en 2022.
Elle est située hors unité urbaine. Par ailleurs la commune fait partie de l'aire d'attraction de Toulouse, dont elle est une commune de la couronne,. Cette aire, qui regroupe 527 communes, est catégorisée dans les aires de 700 000 habitants ou plus (hors Paris),.

### Occupation des sols
L'occupation des sols de la commune, telle qu'elle ressort de la base de données européenne d’occupation biophysique des sols Corine Land Cover (CLC), est marquée par l'importance des territoires agricoles (81,7 % en 2018), une proportion sensiblement équivalente à celle de 1990 (81,6 %). La répartition détaillée en 2018 est la suivante : 
terres arables (80,5 %), forêts (18,3 %), prairies (1,2 %). L'évolution de l’occupation des sols de la commune et de ses infrastructures peut être observée sur les différentes représentations cartographiques du territoire : la carte de Cassini (XVIIIe siècle), la carte d'état-major (1820-1866) et les cartes ou photos aériennes de l'IGN pour la période actuelle (1950 à aujourd'hui).

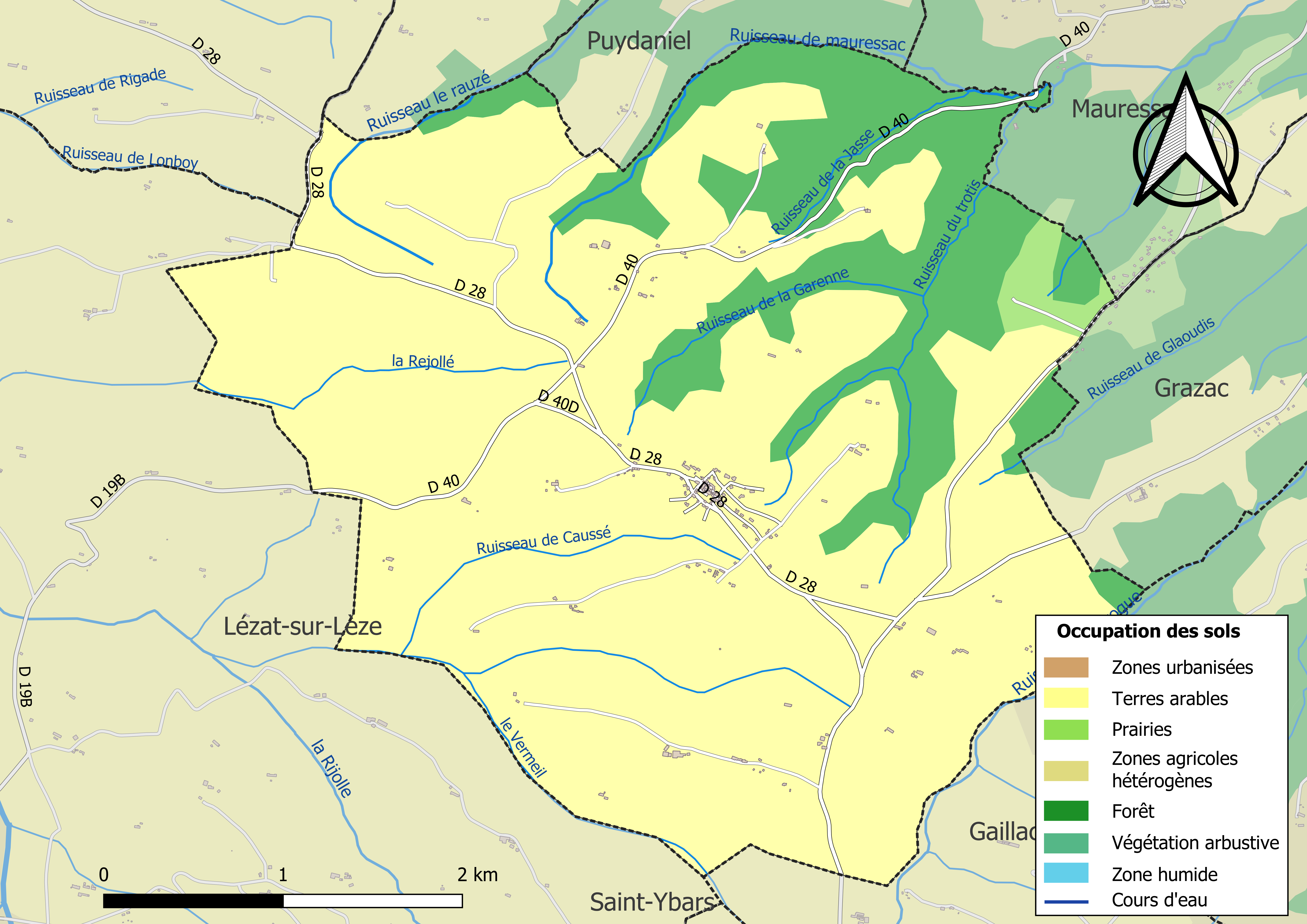
Carte des infrastructures et de l'occupation des sols de la commune en 2018 (CLC).

### Voies de communication et transports
Accès par la route départementale D40, et le réseau Arc-en-ciel.

### Risques majeurs
Le territoire de la commune d'Esperce est vulnérable à différents aléas naturels : météorologiques (tempête, orage, neige, grand froid, canicule ou sécheresse), feux de forêts et séisme (sismicité faible). Un site publié par le BRGM permet d'évaluer simplement et rapidement les risques d'un bien localisé soit par son adresse soit par le numéro de sa parcelle.
Un plan départemental de protection des forêts contre les incendies a été approuvé par arrêté préfectoral du 25 septembre 2006. Esperce est exposée au risque de feu de forêt du fait de la présence sur son territoire du massif des Coteaux de l'Ariège. Il est ainsi défendu aux propriétaires de la commune et à leurs ayants droit de porter ou d’allumer du feu dans l'intérieur et à une distance de 200 mètres des bois, forêts, plantations, reboisements ainsi que des landes. L’écobuage est également interdit, ainsi que les feux de type méchouis et barbecues, à l’exception de ceux prévus dans des installations fixes (non situées sous couvert d'arbres) constituant une dépendance d'habitation,

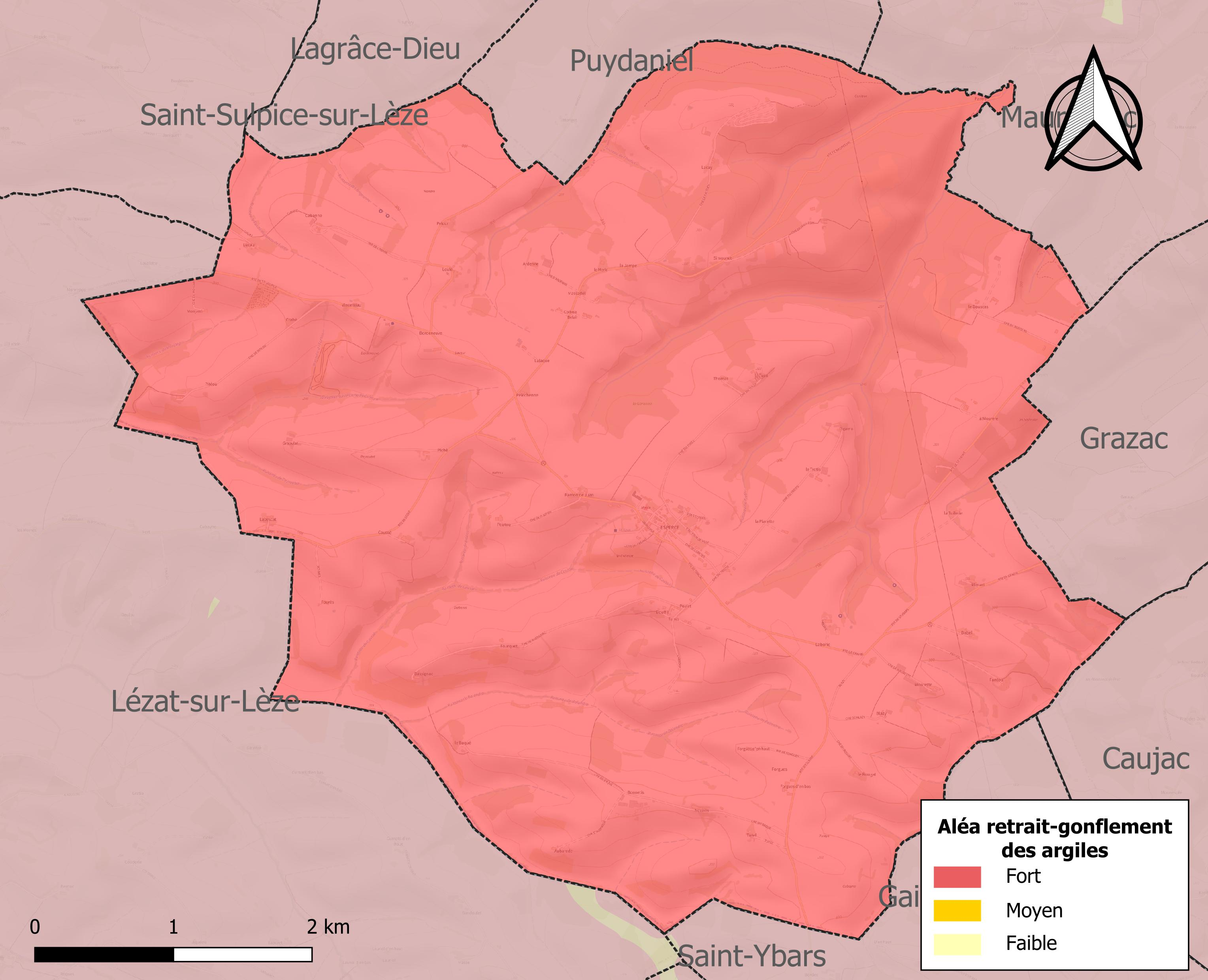
Carte des zones d'aléa retrait-gonflement des sols argileux d'Esperce.

Le retrait-gonflement des sols argileux est susceptible d'engendrer des dommages importants aux bâtiments en cas d’alternance de périodes de sécheresse et de pluie. La totalité de la commune est en aléa moyen ou fort (88,8 % au niveau départemental et 48,5 % au niveau national). Sur les 143 bâtiments dénombrés sur la commune en 2019, 143 sont en aléa moyen ou fort, soit 100 %, à comparer aux 98 % au niveau départemental et 54 % au niveau national. Une cartographie de l'exposition du territoire national au retrait gonflement des sols argileux est disponible sur le site du BRGM,.
Par ailleurs, afin de mieux appréhender le risque d’affaissement de terrain, l'inventaire national des cavités souterraines permet de localiser celles situées sur la commune.
Concernant les mouvements de terrains, la commune a été reconnue en état de catastrophe naturelle au titre des dommages causés par la sécheresse en 1998, 2003 et 2017 et par des mouvements de terrain en 1999.

## Toponymie
La langue indigène de la population est l'occitan sous sa forme gasconne avec de fortes influences languedociennes. Esperce est une des communes de parler gascon les plus orientales, à la limite de l'isoglosse F/H.

## Histoire
Côté historique, peu d'informations nous sont restées, si ce n'est qu'Esperce fut une bastide représentée par 3 consuls au XIIIe siècle. L'abbé de Lézat en était le seigneur spirituel. Au XVe siècle, un château fort, appartenant à J. d'Alquier, y était mentionné. Comme les villages voisins, Esperce fut ravagée par les Réformés au XVIe siècle. L'église, dédiée à Saint Barthélemy (qui fut écorché vif), conserve encore une cloche de cette époque. Le clocher est de type mur avec 5 logements campanaires et le portail gothique a été épargné par les dévastateurs
À partir du Moyen Âge jusqu'à sa disparition en 1790 pendant la Révolution française, Esperce faisait partie du diocèse de Rieux.

## Politique et administration

### Administration municipale
Le nombre d'habitants au recensement de 2011 étant compris entre 100 et 499, le nombre de membres du conseil municipal pour l'élection de 2014 est de onze,.

### Rattachements administratifs et électoraux
Commune faisant partie de la septième circonscription de la Haute-Garonne, de la communauté de communes du Bassin Auterivain et du canton d'Auterive (avant le redécoupage départemental de 2014, Esperce faisait partie de l'ex-canton de Cintegabelle).

### Liste des maires
| Période                                  | Période  | Identité                 | Étiquette | Qualité |
| ---------------------------------------- | -------- | ------------------------ | --------- | ------- |
| Les données manquantes sont à compléter. |          |                          |           |         |
| 1870                                     | 1876     | Victor Belou             |           |         |
| 1876                                     | 1889     | Pierre Pétronille Parédé |           |         |
| 1889                                     | 1911     | Paul Vicomte de Cours    |           |         |
| 1911                                     | 1925     | Félix Belou              |           |         |
| 1925                                     | 1959     | Émile Thomas             |           |         |
| 1959                                     | 1977     | Roger Dussac             |           |         |
| 1977                                     | 1995     | Hervé Raspaud            |           |         |
| 1995                                     | 2004     | Bruno Gonzales           |           |         |
| 2004                                     | 2008     | Patrick Lacampagne       |           |         |
| 2008                                     | 2014     | Michel Maniquaire        |           |         |
| 2014                                     | En cours | Patrick Lacampagne       | SE        | artisan |

## Démographie
| 1793 | 1800 | 1806 | 1821 | 1831 | 1836 | 1841 | 1846 | 1851 |
| ---- | ---- | ---- | ---- | ---- | ---- | ---- | ---- | ---- |
| 535  | 553  | 517  | 705  | 719  | 746  | 737  | 750  | 782  |

| 1856 | 1861 | 1866 | 1872 | 1876 | 1881 | 1886 | 1891 | 1896 |
| ---- | ---- | ---- | ---- | ---- | ---- | ---- | ---- | ---- |
| 804  | 761  | 748  | 743  | 686  | 649  | 608  | 646  | 586  |

| 1901 | 1906 | 1911 | 1921 | 1926 | 1931 | 1936 | 1946 | 1954 |
| ---- | ---- | ---- | ---- | ---- | ---- | ---- | ---- | ---- |
| 541  | 551  | 516  | 443  | 435  | 417  | 414  | 357  | 324  |

| 1962 | 1968 | 1975 | 1982 | 1990 | 1999 | 2006 | 2008 | 2013 |
| ---- | ---- | ---- | ---- | ---- | ---- | ---- | ---- | ---- |
| 303  | 220  | 201  | 176  | 186  | 210  | 233  | 239  | 253  |

| 2018 | 2022 | - | - | - | - | - | - | - |
| ---- | ---- | - | - | - | - | - | - | - |
| 265  | 281  | - | - | - | - | - | - | - |

| selon la population municipale des années : | 1968 | 1975 | 1982 | 1990 | 1999 | 2006 | 2009 | 2013 |
| Rang de la commune dans le département      | 347  | 238  | 371  | 363  | 345  | 352  | 353  | 346  |
| Nombre de communes du département           | 592  | 582  | 586  | 588  | 588  | 588  | 589  | 589  |

## Vie locale

### Enseignement
Esperce fait partie de l'académie de Toulouse.

### Culture

#### Poterie
Esperce était un centre de production de poteries utilitaires (terre vernissée).
Une association de la commune a repris le flambeau de cette pratique : « l'Atelier de l'amandier ».

### Écologie et recyclage
La collecte et le traitement des déchets des ménages et des déchets assimilés ainsi que la protection et la mise en valeur de l'environnement se font dans le cadre du Smivom de la Mouillonne.

## Économie

### Revenus
En 2018  (données Insee publiées en septembre 2021), la commune compte 110 ménages fiscaux, regroupant 266 personnes. La médiane du revenu disponible par unité de consommation est de 20 990 € (23 140 € dans le département).

### Emploi
|                | 2008  | 2013  | 2018  |
| -------------- | ----- | ----- | ----- |
| Commune        | 1,3 % | 4,4 % | 7,2 % |
| Département    | 7,7 % | 9,6 % | 9,3 % |
| France entière | 8,3 % | 10 %  | 10 %  |

En 2018, la population âgée de 15 à 64 ans s'élève à 167 personnes, parmi lesquelles on compte 78,4 % d'actifs (71,3 % ayant un emploi et 7,2 % de chômeurs) et 21,6 % d'inactifs,. Depuis 2008, le taux de chômage communal (au sens du recensement) des 15-64 ans est inférieur à celui de la France et du département.
La commune fait partie de la couronne de l'aire d'attraction de Toulouse, du fait qu'au moins 15 % des actifs travaillent dans le pôle,. Elle compte 27 emplois en 2018, contre 39 en 2013 et 36 en 2008. Le nombre d'actifs ayant un emploi résidant dans la commune est de 120, soit un indicateur de concentration d'emploi de 22,5 % et un taux d'activité parmi les 15 ans ou plus de 60,3 %.
Sur ces 120 actifs de 15 ans ou plus ayant un emploi, 24 travaillent dans la commune, soit 20 % des habitants. Pour se rendre au travail, 85 % des habitants utilisent un véhicule personnel ou de fonction à quatre roues, 5 % les transports en commun, 2,5 % s'y rendent en deux-roues, à vélo ou à pied et 7,5 % n'ont pas besoin de transport (travail au domicile).

### Activités hors agriculture
19 établissements sont implantés  à Esperce au 31 décembre 2019.
Le secteur de l'industrie manufacturière, des industries extractives et autres est prépondérant sur la commune puisqu'il représente 31,6 % du nombre total d'établissements de la commune (6 sur les 19 entreprises implantées  à Esperce), contre 5,7 % au niveau départemental.

### Agriculture
La commune est dans le Volvestre, une petite région agricole localisée dans l'est du département de la Haute-Garonne, constituée de collines de terrefort à fortes pentes autrefois consacrées à l’élevage s’orientent aujourd’hui vers les grandes cultures. En 2020, l'orientation technico-économique de l'agriculture  sur la commune est la polyculture et/ou le polyélevage.
|               | 1988  | 2000  | 2010 | 2020  |
| ------------- | ----- | ----- | ---- | ----- |
| Exploitations | 29    | 19    | 12   | 15    |
| SAU (ha)      | 1 140 | 1 057 | 983  | 1 019 |

Le nombre d'exploitations agricoles en activité et ayant leur siège dans la commune est passé de 29 lors du recensement agricole de 1988  à 19 en 2000 puis à 12 en 2010 et enfin à 15 en 2020, soit une baisse de 48 % en 32 ans. Le même mouvement est observé à l'échelle du département qui a perdu pendant cette période 57 % de ses exploitations,. La surface agricole utilisée sur la commune a également diminué, passant de 1 140 ha en 1988 à 1 019 ha en 2020. Parallèlement la surface agricole utilisée moyenne par exploitation a augmenté, passant de 39 à 68 ha.

## Culture locale et patrimoine

### Lieux et monuments
- Colombier en briques.
- Château.
- L'église Saint-Barthélémy témoigne d'un passé lié à la religion.

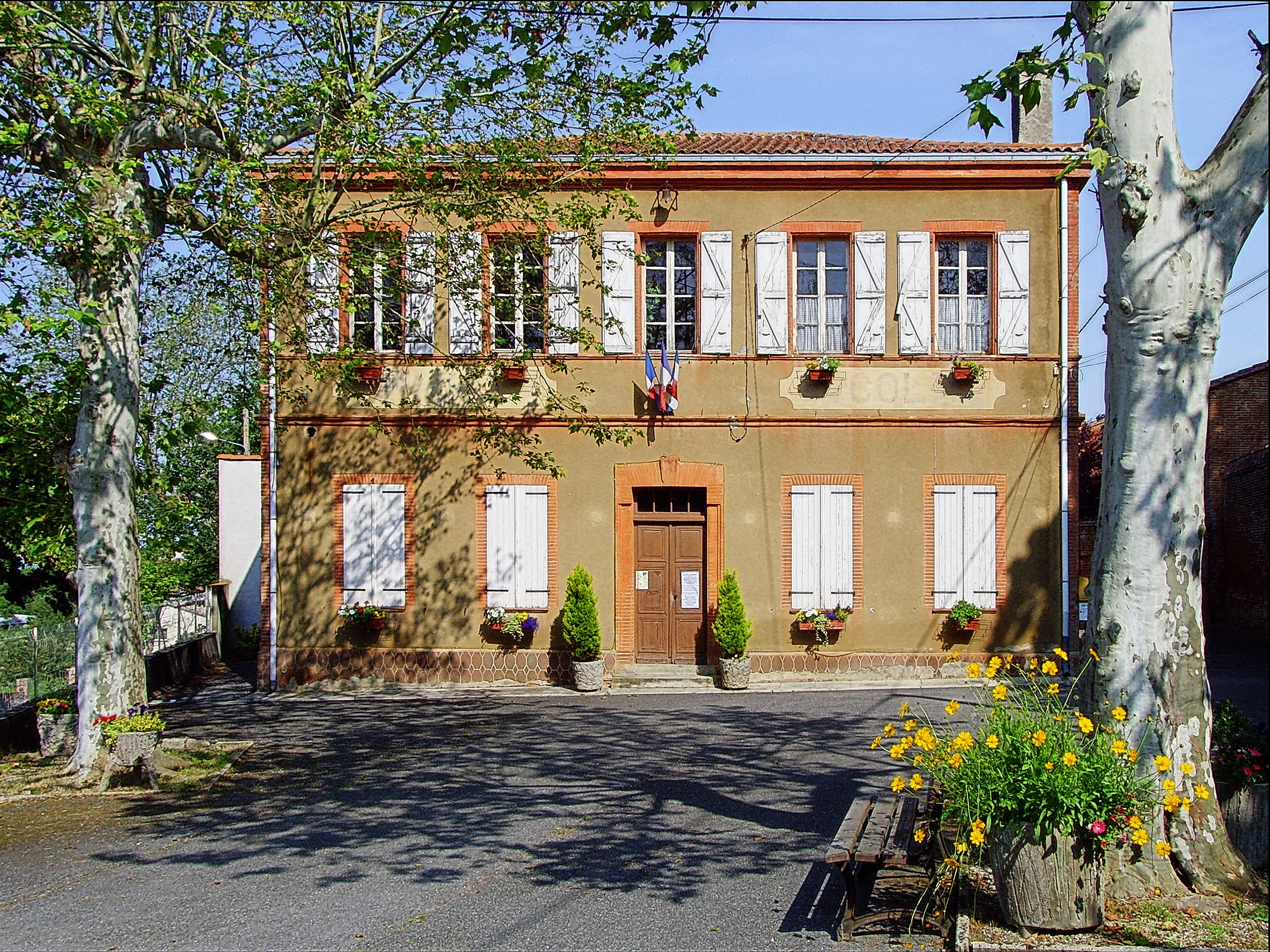
La mairie.
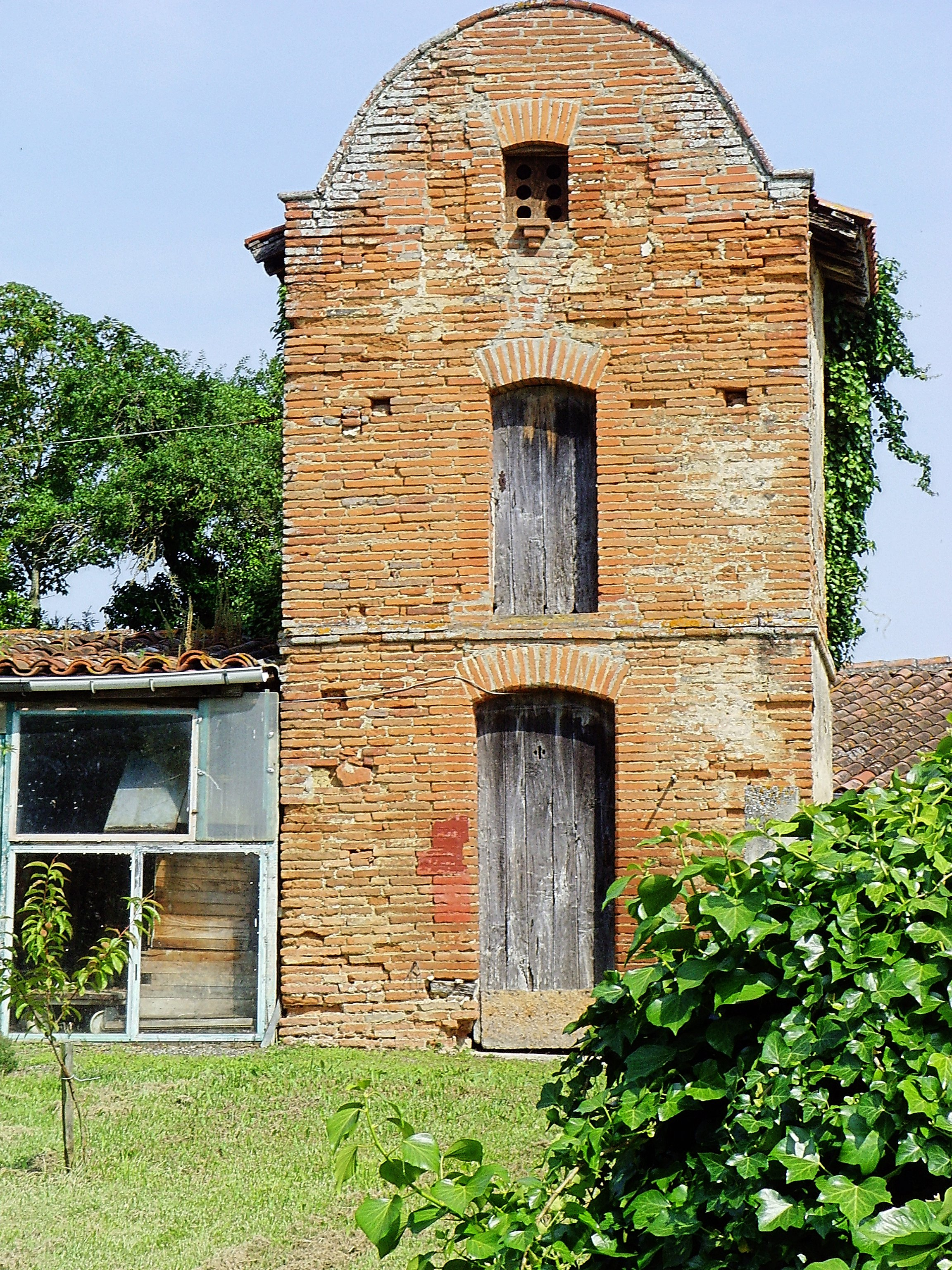
Le colombier d'Esperce.
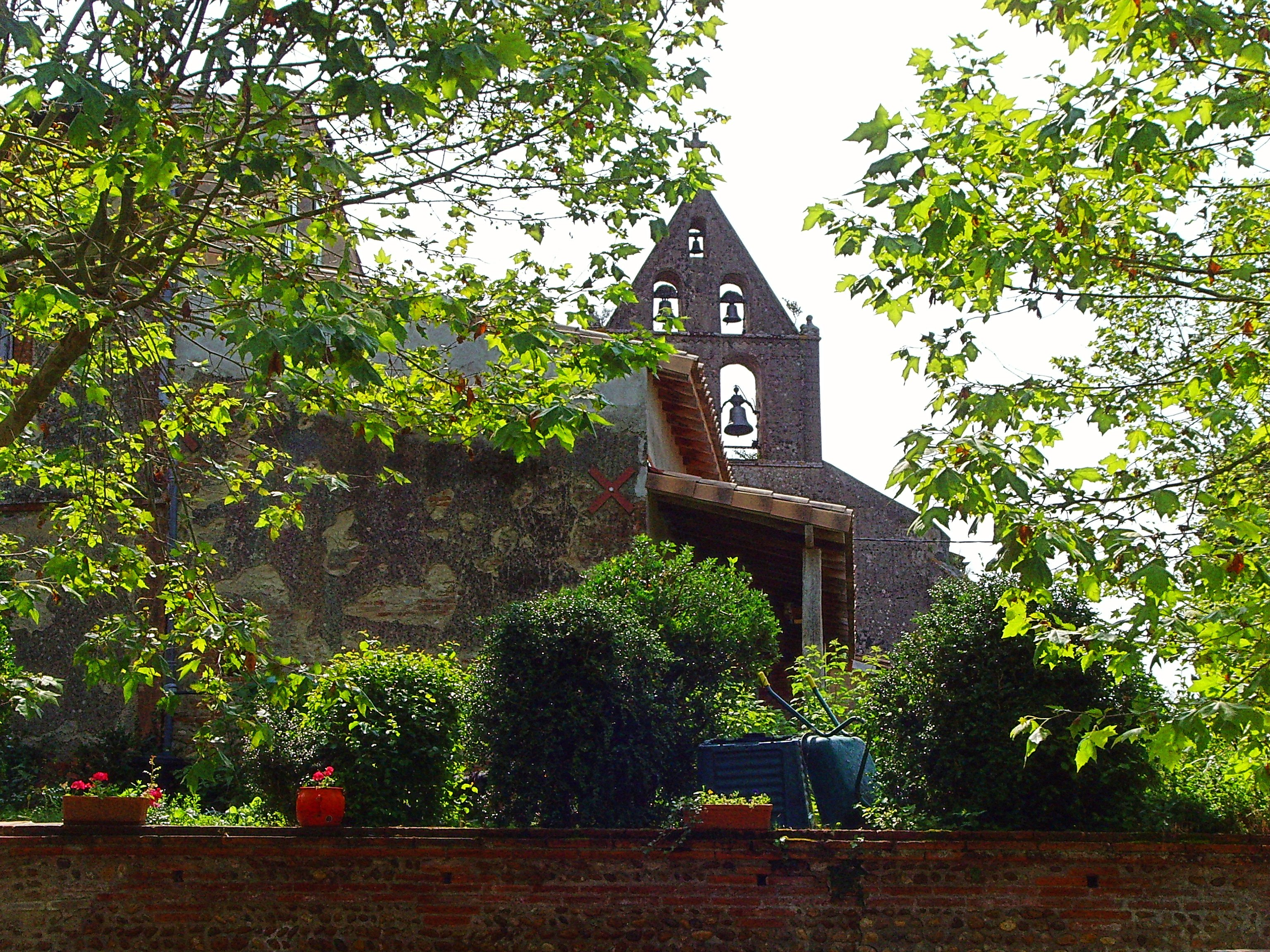
Le clocher de l'église Saint-Barthélemy.
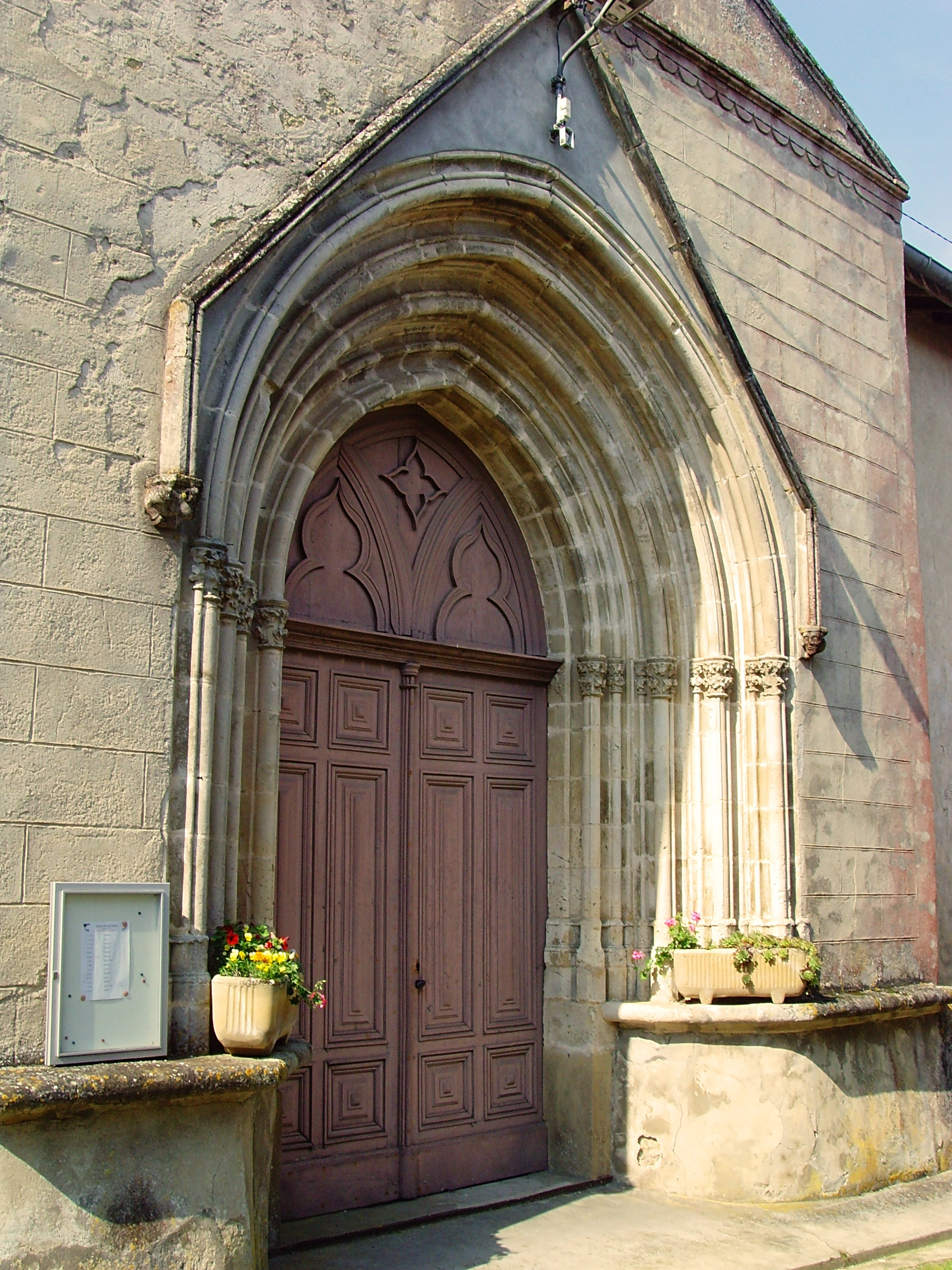
Le portail de l'église Saint-Barthélemy.
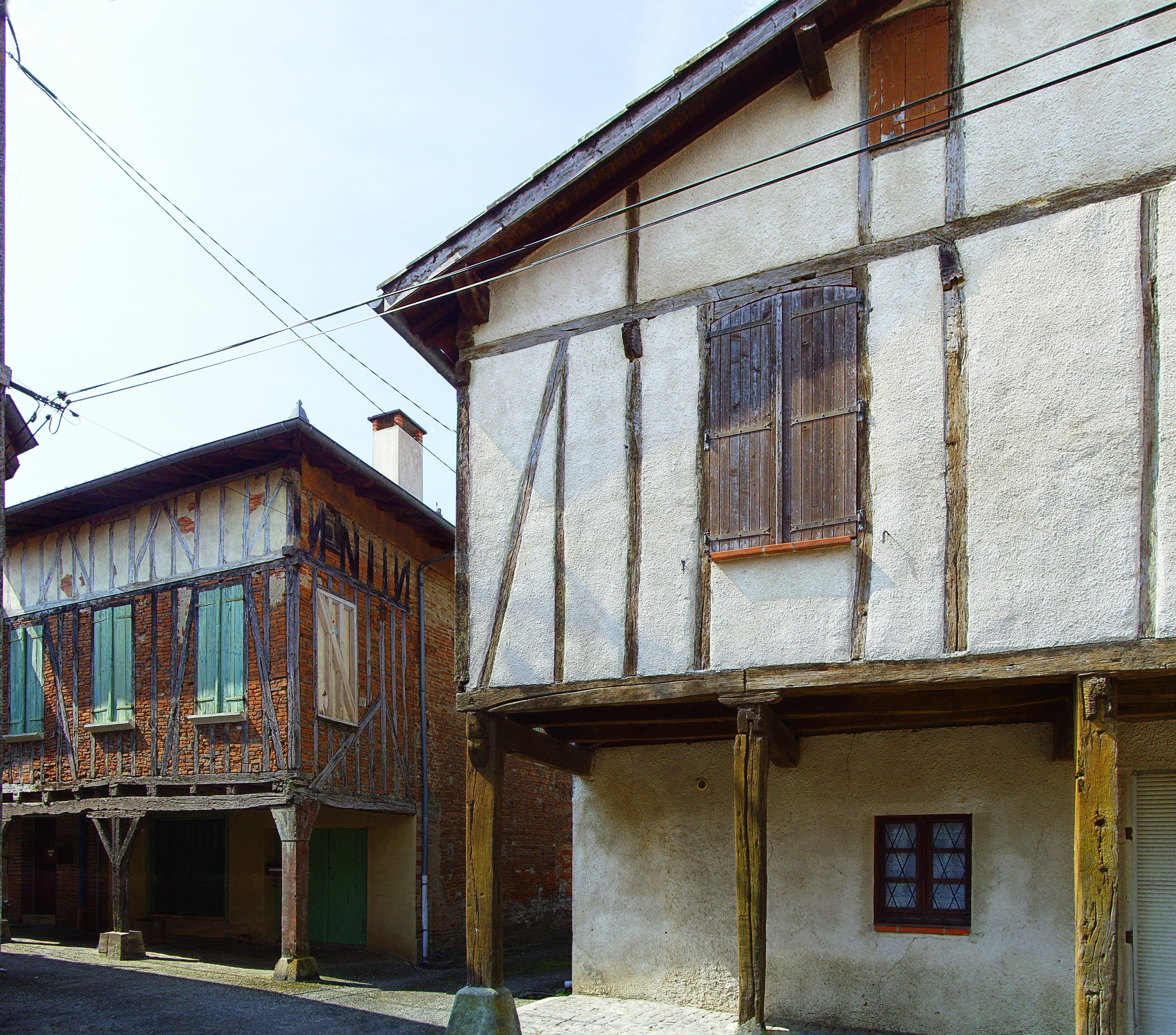
Maisons à colombages.

### Personnalités liées à la commune
- Édouard Lamourère (né « Jean Léon Édouard Louis » Lamourère), né à Esperce le 18 novembre 1861, félibre issu d'une famille paysanne (bien que son père fût cordonnier et son grand-père charron). Il est mort en 1926 à Boussens où il avait longtemps été en poste en tant qu'instituteur. Il fut membre de l'Escòla Mondina et collaborateur à Tèrra d'òc. Deux œuvres de poésie sont aujourd'hui connues comme étant de sa main : « Pé'l' campestré » (1900) et « Mas sors des camps » (1903). Il fut couronné par l'Acadèmia dels Jòcs Florals en 1903.

En 2005, en mémoire de son œuvre, une association occitaniste locale a choisi d'honorer ce personnage de la littérature occitane dans son titre : le Cercle occitan Edoard Lamorèra.
- Famille de Tascher

### Héraldique
| Blason de Esperce | Blason  | De gueules à trois iris d'or, rangés en fasce et posés, celui de dextre en bande, celui du centre en pal et celui de senestre en barre ; au chef cousu d'azur chargé de trois poteries d'or ; le tout enfermé dans une bordure crénelée d'argent. |
| Blason de Esperce | Détails | Création Jean-François Binon, adoptée en 2018. |

## Pour approfondir